# Tagargrent jezik
Tagargrent jezik (ouargla, ouargli, wargla; ISO 639-3: oua), berberski jezik skupine mzab-wargla, šire zenatske skupine, kojim govori 5 000 ljudi (1995) južno od Constantine u Alžiru. Glavna središta gdje se govori su Ouargla i Ngouça. 
Ima dva dijalekta, ouedghir (wadi) i temacin, tariyit, dok dijalektom tariyit govore njihovi nekadašnji robovi Harratin. Srodni su mu jezici tumzabt [mzb], temacine tamazight [tjo], taznatit [grr].

## Vanjske poveznice
- Ethnologue (14th)
- Ethnologue (15th)